# Spišská Belá
Spišská Belá (deutsch Zipser Bela oder älter nur Bela, ungarisch Szepesbéla, älter nur Béla) ist eine Stadt in der Ostslowakei mit 6660 Einwohnern (Stand 31. Dezember 2024) und eine der drei Städte Okres Kežmarok im Prešovský kraj. Sie gehört zur traditionellen Landschaft Zips (slowakisch Spiš).

## Geographie

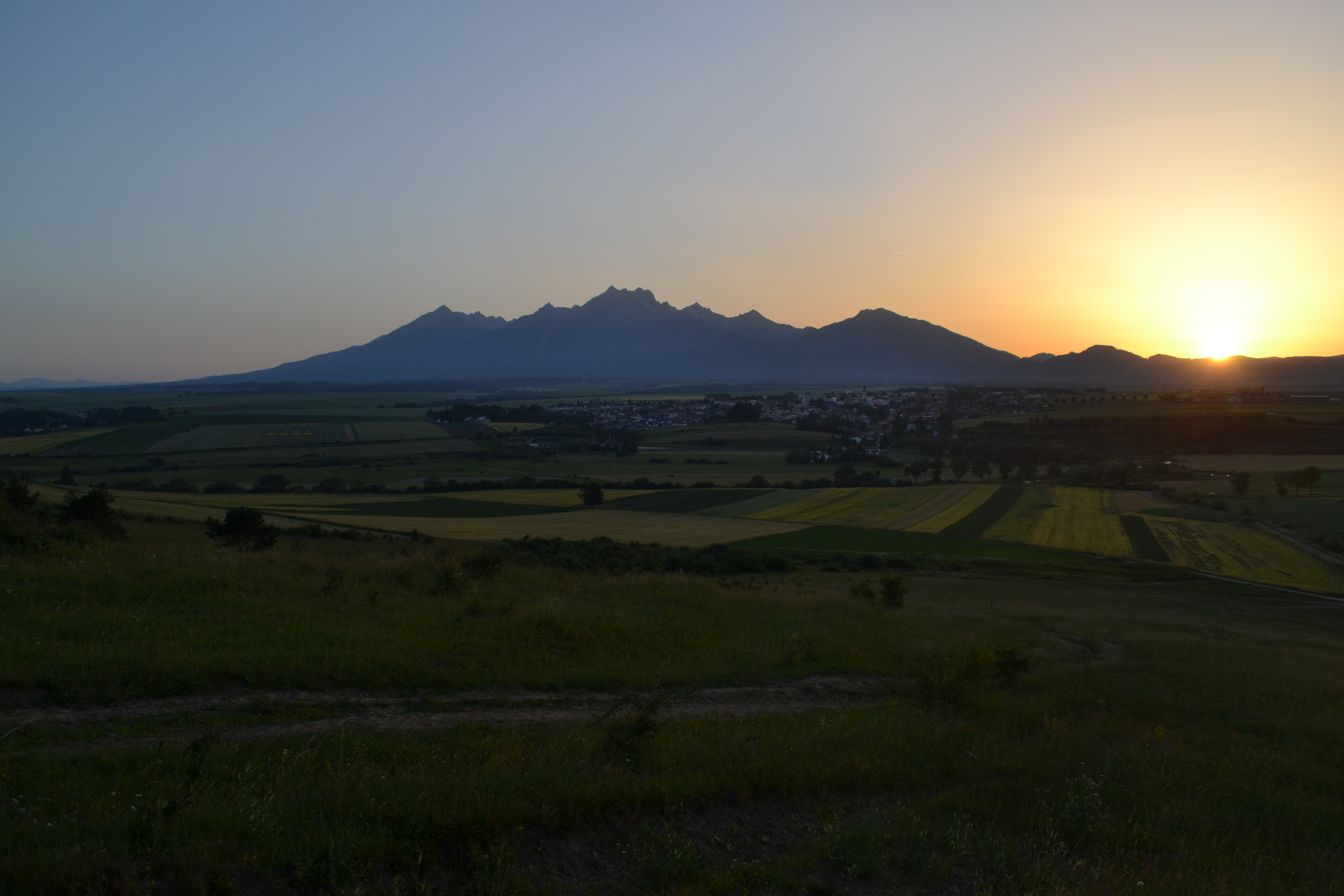
Spišská Belá unter der Hohen und Belaer Tatra beim Sonnenuntergang

Die Stadt befindet sich im östlichen Teil des Talkessels Podtatranská kotlina (wörtlich Unter-Tatra-Kessel), genauer in dessen Untereinheit Popradská kotlina, in einem Raum zwischen der westlich gelegenen Hohen Tatra und der Belaer Tatra und dem östlich liegenden Gebirge Levočské vrchy. Durch den Ort fließt der Beliansky potok (Belerbach), der kurz danach in den Poprad mündet. Das Stadtzentrum liegt auf einer Höhe von 631 m n.m. und ist sieben Kilometer von Kežmarok, 21 Kilometer von Poprad sowie 86 Kilometer von Prešov entfernt.
Verwaltungstechnisch gliedert sich Spišská Belá in die eigentliche Stadt Spišská Belá (Zipser Bela) sowie den am 1. Februar 1976 eingemeindeten Ort Strážky (deutsch Nehre), der südlich der Stadt liegt. 
Nachbargemeinden sind Bušovce im Norden, Krížová Ves im Osten, Kežmarok im Süden, Mlynčeky im Südwesten, Rakúsy und Vysoké Tatry (Katastralgemeinde Tatranská Lomnica, Ortsteil Tatranská Kotlina) im Westen sowie Lendak, Výborná und Slovenská Ves im Nordwesten.

## Geschichte

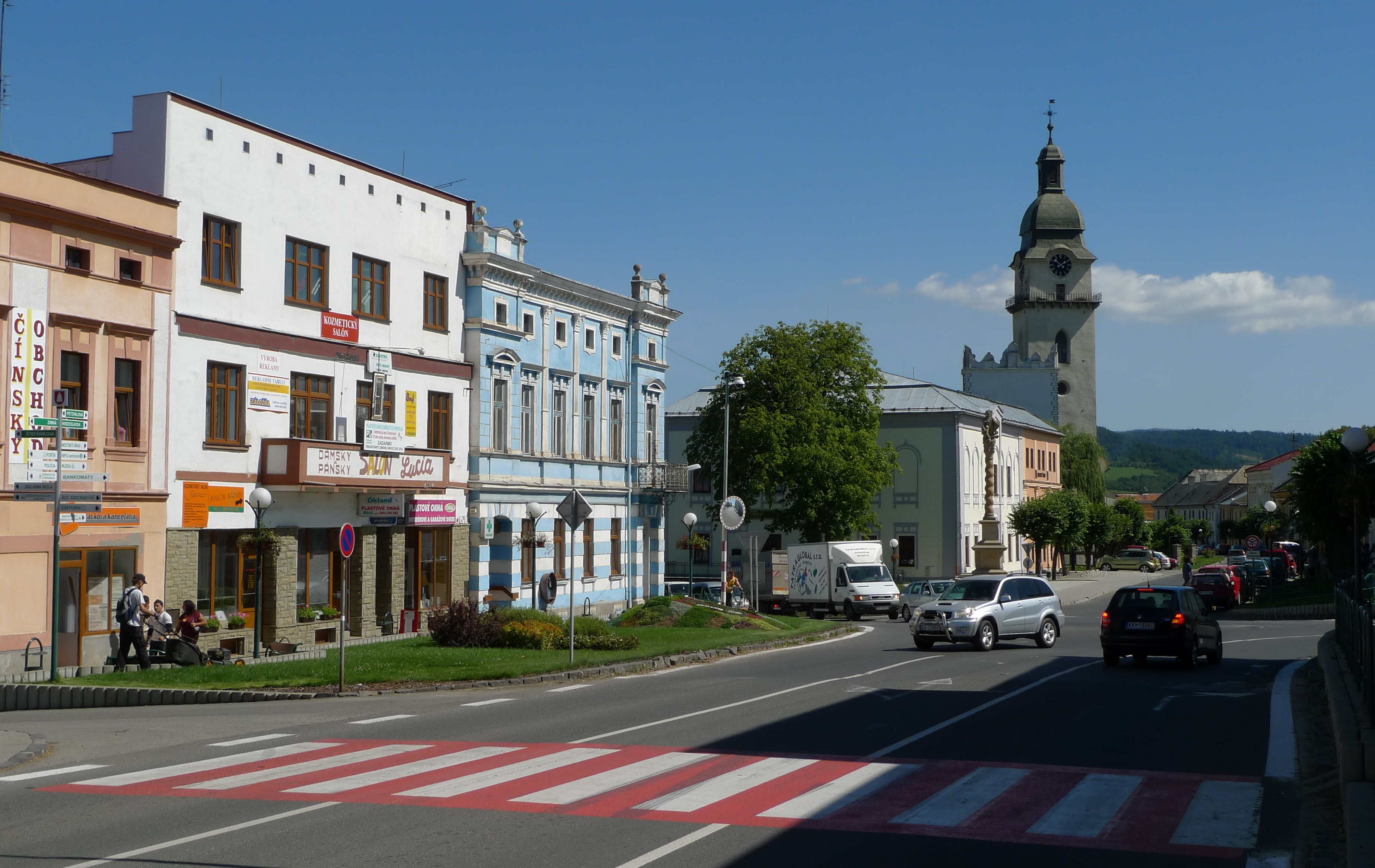
Blick auf den Hauptplatz der Stadt

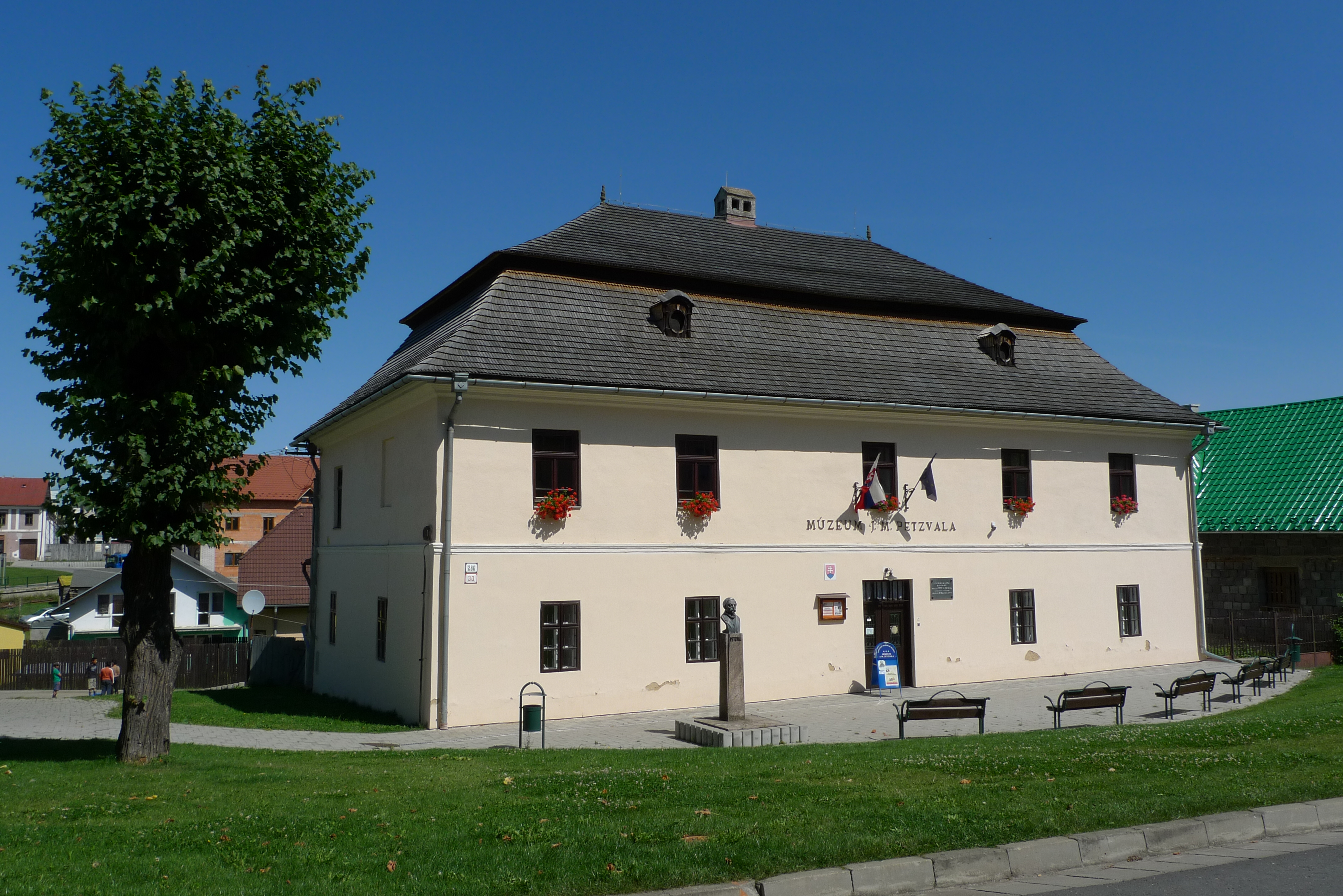
Josef-Maximilian-Petzval-Museum in der Stadt

Das Stadtgebiet von Spišská Belá wurde in der Altsteinzeit (Fundplatz Dlhé medze bei Strážky, Kultur Aurignacien) besiedelt, weitere Funde stammen aus den Bronze- und Latènezeiten, danach aber erst aus den 4. und 5. Jahrhunderten.
1263 wurde Spišská Belá zum ersten Mal schriftlich als Bela erwähnt und wurde maßgeblich durch deutsche Ostsiedlung geprägt. Der Ort gehörte zur Bruderschaft der 24 königlichen Pfarren und dem Bund der 24 Zipser Städte. Durch die Verpfändung eines Teils der Städte kam es 1412–1772 zu Polen und war 1776–1876 ein Teil der Provinz der 16 Zipser Städte. Auch während der Verpfändung behielt die Stadt ihren Reichtum. 
Die Wirtschaft der Stadt hatte einen gemischten landwirtschaftlich-handwerklichen Charakter, dazu boten Almen mit entwickelter Schafzucht und große Waldflächen auf städtischen Grundstücken in der Belaer Tatra weitere Einnahmequellen. Bereits seit dem 15. Jahrhundert organisierten sich die Handwerker in Zünften, im 18. Jahrhundert war die Stadt ein handwerkliches Zentrum, vor allem Kürschner, Metzger, Schmiede und Schuster. Das hier hergestellte Leinenzeug wurde sogar in das Osmanische Reich exportiert, 1778 begann die Herstellung von Borovička in der örtlichen Brennerei. Neben den seit 1535 sonntags stattfindenden Wochenmärkten erhielt 1607 Spišská Belá vom polnischen König Sigismund III. das Recht, zwei Jahrmärkte (am 17. Januar und am 21. September) zu veranstalten. Bis 1811 wurden das Marktrecht weiter erweitert, sodass zuletzt sieben Jahrmärkte veranstaltet dürfen konnten.  
Im 19. Jahrhundert ließ die Bedeutung der Handwerke immer weiter nach, dafür wurde die Stadt allmählich industrialisiert, mit einer Säge, einer Stärkefabrik und zwei Brauereien, nach dem Anschluss der Stadt an das Eisenbahnnetz im Jahr 1892 wurde 1898 eine große Tabakfabrik gebaut, die über mehrere Zwischenstufen bis 2004 in Betrieb war. Parallel dazu entwickelte sich das gesellschaftliche und kulturelle Leben der Stadt, neben dem schon seit dem 17. Jahrhundert bestehenden Beler Bad wurden das nahe gelegene Šarpanec und die 1881 erschlossene Belaer Tropfsteinhöhle mit dem neu gegründeten Ort Tatranská Kotlina (Höhlenhain) zu weiteren Zentren.
Bis 1918 gehörte die Stadt im Komitat Zips zum Königreich Ungarn und kam danach zur neu entstandenen Tschechoslowakei beziehungsweise heute Slowakei. Nach dem Zweiten Weltkrieg arbeiteten die Einwohner vor allem in der Landwirtschaft und in städtischen Industriebetrieben, andere pendelten zur Arbeit nach Kežmarok, Poprad und Svit.  1947 musste die Stadt den Teil des Stadtgebiets in der Belaer Tatra an die neu gegründete Stadt Vysoké Tatry abtreten.

## Bevölkerung
| Jahr                | 1994 | 2004    | 2014    | 2024    |
| ------------------- | ---- | ------- | ------- | ------- |
| Anzahl der Personen | 5798 | 6175    | 6568    | 6660    |
| Unterschied         |      | +6,50 % | +6,36 % | +1,40 % |

| Jahr                | 2023 | 2024    |
| ------------------- | ---- | ------- |
| Anzahl der Personen | 6659 | 6660    |
| Unterschied         |      | +0,01 % |

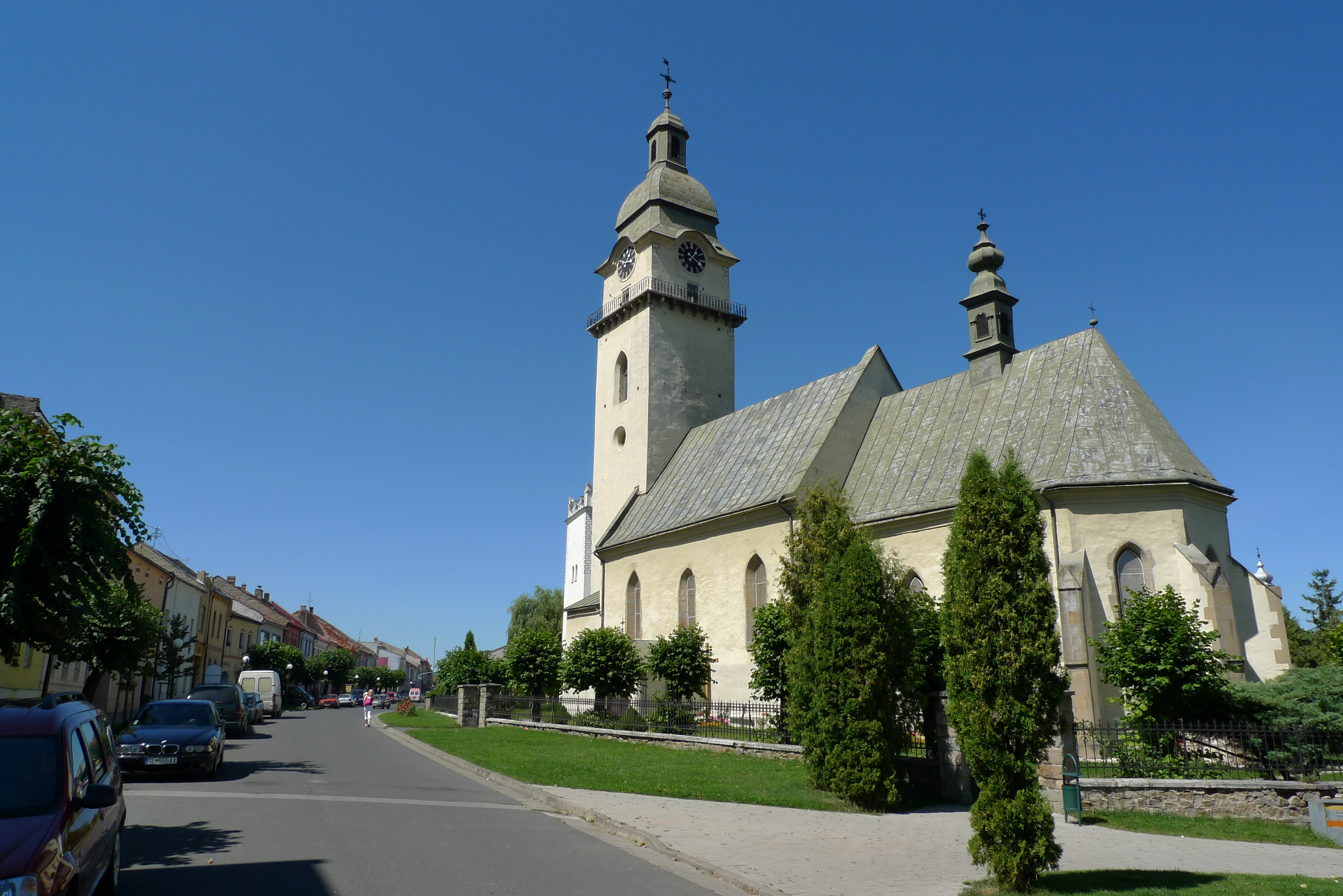
Antoniuskirche

Gemäß der Volkszählung 2011 wohnten in Spišská Belá 6387 Einwohner, davon 5830 Slowaken, 219 Roma, jeweils 15 Polen und Tschechen, 11 Deutsche, drei Russinen, jeweils zwei Mährer und Russen, und ein Magyare. Sechs Einwohner gaben eine andere Ethnie an und 283 Einwohner machten keine Angabe zur Ethnie.
5254 Einwohner bekannten sich zur römisch-katholischen Kirche, 203 Einwohner zur Evangelischen Kirche A. B., 94 Einwohner zu den Zeugen Jehovas, 80 Einwohner zur griechisch-katholischen Kirche, sechs Einwohner zur orthodoxen Kirche, fünf Einwohner zur evangelisch-methodistischen Kirche, jeweils vier Einwohner zu den Mormonen und zu den Siebenten-Tags-Adventisten, zwei Einwohner zu den Baptisten sowie jeweils ein Einwohner zu den christlichen Gemeinden, zur apostolischen Kirche und zur reformierten Kirche. 11 Einwohner bekannten sich zu einer anderen Konfession, 324 Einwohner waren konfessionslos und bei 394 Einwohnern wurde die Konfession nicht ermittelt.

## Bauwerke und Denkmäler

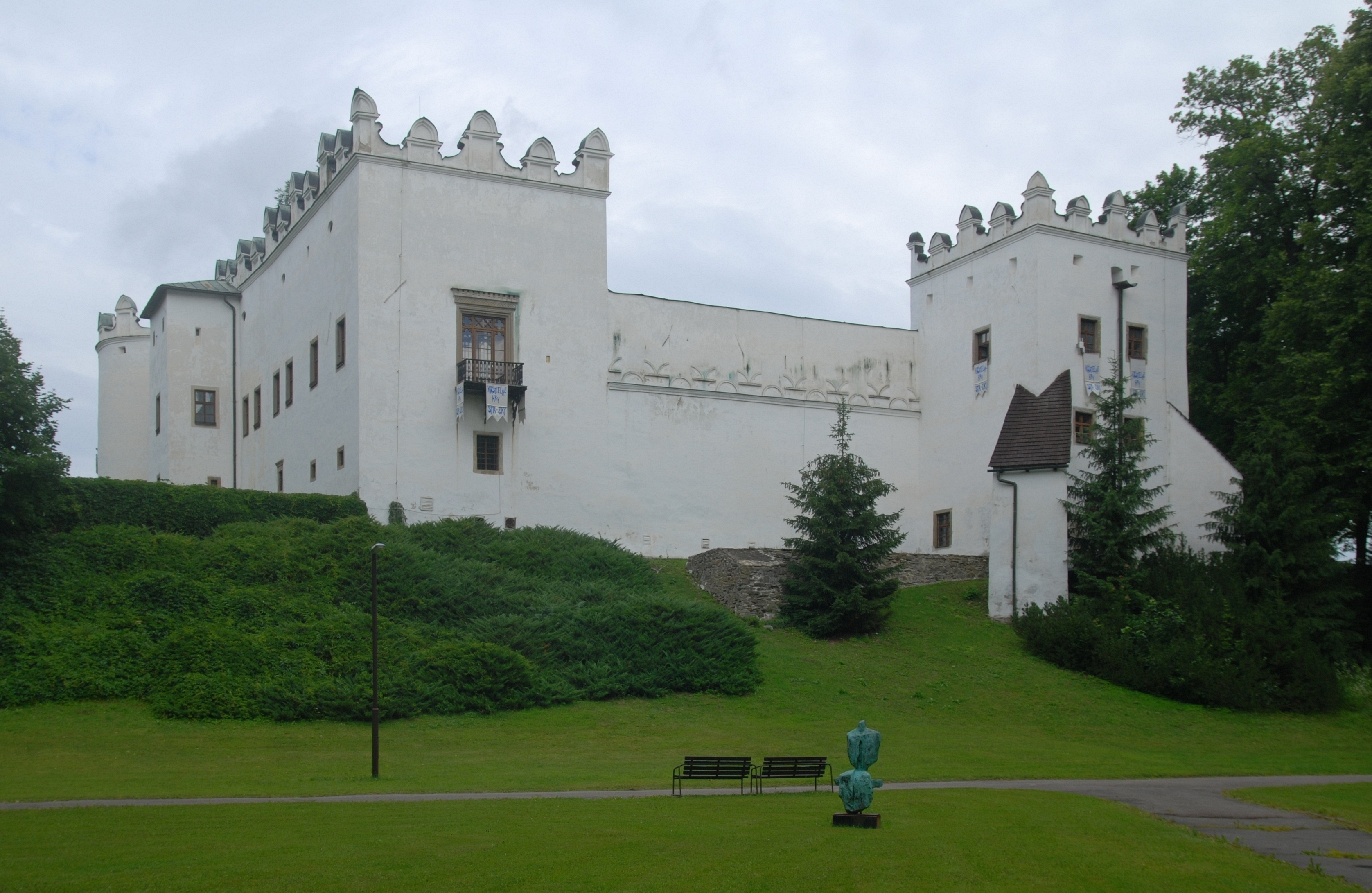
Schloss Strážky

- Spätromanischer katholischer Kirchenbau von 1264 mit Umbauten aus dem 14. und 15. Jahrhundert, der Antonius von Padua geweiht ist
- Barock-klassizistische evangelische Kirche von 1784
- Alte Häuser am Markt
- Beler Bad (Belianske kúpele), im 17. Jahrhundert entstandenes Bad mit Mineralquellen und Moorbädern, nach 1945 stillgelegt, etwa 1 Kilometer südöstlich des Zentrums gelegen
- Schloss Strážky, 1570–1590 erbaut im Renaissancestil
- Römisch-katholische Kirche St. Anna in Strážky
- Glockenturm in Strážky

## Kultur
In der Stadt befinden sich zwei Museen: das Josef-Maximilian-Petzval-Museum im Verbund des Slowakischen Technischen Museums zu Ehren des in der Stadt gebürtigen Mathematikers Josef Maximilian Petzval sowie das regional gestaltete Michal-Greisiger-Museum. Im Schloss Strážky ist eine Galerie im Verbund der Slowakischen Nationalgalerie untergebracht.

## Verkehr
Durch Spišská Belá verläuft die Cesta I. triedy 66 („Straße 1. Ordnung“) von Poprad und Kežmarok zur polnischen Grenze bei Podspády. Im Stadtzentrum beginnt die Cesta I. triedy 77 nach Podolínec und Stará Ľubovňa, westlich des Stadtzentrums die Cesta II. triedy 542 („Straße 2. Ordnung“) nach Spišská Stará Ves. Die Stadt liegt an der Bahnstrecke Poprad-Tatry–Podolínec und hat Anschluss zum regelmäßigen Personennahverkehr über die Haltestelle Spišská Belá zastávka. Der altstadtnahe Bahnhof Spišská Belá ist seit Jahren als Personenbahnhof nicht in Betrieb. 

## Städtepartnerschaften
Städtepartnerschaften verbinden Spišská Belá mit der deutschen Stadt Brück in Brandenburg, mit Szczawnica und Ożarów in Polen sowie mit Vysoké Mýto in Tschechien.

## Söhne und Töchter der Stadt
- Josef Maximilian Petzval (1807–1891), Mathematiker